# Netzwerk (Film)
Netzwerk ist ein deutscher Spielfilm aus dem DEFA-Studio für Spielfilme von Ralf Kirsten aus dem Jahr 1970.

## Handlung

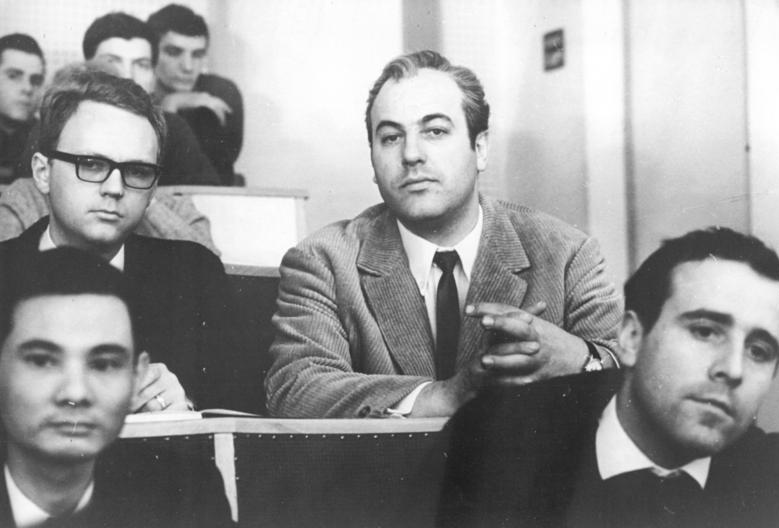
Manfred Krug in der Rolle des Schriftstellers Schaffrath

Der Schriftsteller Schaffrath betritt das Büro des Diplomingenieurs Dr. Hans Kahler, mit der Bitte, sich im Betrieb umsehen zu dürfen, denn er will über die arbeitenden Menschen in dem neuen Betriebsteil eines Erdölverarbeitungswerkes in einer Reportage berichten. Mitten in die hektische Betriebsamkeit des Probebetriebs kommt die Nachricht, dass der Meister Peter Ragosch zusammengebrochen ist. Seine Kollegen stellen sich die Frage, wie es dazu kommen konnte. Sie bemerken erst jetzt, dass er in den letzten Tagen fast ausschließlich auf der Baustelle war. Bei den Gesprächen stellen sie auch fest, wie wenig sie über ihn wissen, beschließen aber, seine Frau zu informieren, von der sie noch nicht einmal wissen, ob sie arbeitet oder Hausfrau ist. Nachdem Frau Ragosch bei der telefonischen Kontaktaufnahme den Hörer ohne Kommentar wieder auflegt und ihren Mann auch nicht im Krankenhaus besucht, geht Hans Kahler am Abend selbst zu ihr. Nach etwas Zögern öffnet sie die Wohnungstür und kommt ins Erzählen. So stellt sich heraus, dass ihr Mann nicht nur seine Qualifizierung, sondern auch seine Ehe vernachlässigt hat. Sie ist mit Peter zusammen nach Schwedt gezogen, um ihm dort ein schönes Leben zu gestalten und hat deshalb in Leipzig ihre Arbeit als Meisterin in einem Textilbetrieb aufgegeben. Da er sich aber nur für seine Arbeit interessiert, will sie ihn verlassen, weil er sie offensichtlich nicht mehr braucht. Zur Abrundung des Abends gehen sie noch in eine Bar, wo sie auf Peters Kollegen Jakob und dessen Freundin Sabine treffen. Es sind die ersten Freunde ihres Mannes, die sie kennenlernt. Auch der Schriftsteller gesellt sich noch hinzu, doch Frau Ragosch verschwindet nach einem Tanz mit Jakob, ohne sich von Hans Kahler zu verabschieden. Die darauf folgenden Stunden nutzt Frau Ragosch zum Nachdenken, weshalb sie Peter am nächsten Tag im Krankenhaus besucht und ihm vorschlägt, einen Neuanfang zu wagen. Doch der ist immer noch mehr mit seinem Betrieb, als mit seiner Frau verbunden.
Seit Peter Ragosch sich im Krankenhaus befindet, ist er sehr beunruhigt. Er wird auf der Baustelle gebraucht, aber hier festgehalten und der Oberarzt will erst am nächsten Tag nach ihm sehen. Bis dahin muss eine Krankenschwester ihn davon abhalten, auf eigene Faust das Krankenhaus wieder zu verlassen. Grund für seinen Zusammenbruch war sicherlich auch die Andeutungen des Betriebsleiters Heinicke, der dem Meister der Reparaturabteilung vorwarf, zwar viel zu wollen, aber wenig zu wissen, was dazu führen kann, dessen Stelle in Zukunft mit einem Ingenieur zu besetzen.
Der junge Ingenieur Püschel, der gerade mit seiner Familie eine Wohnung im Neubau bezieht, lernt am Abend auch seine neuen Nachbarn kennen. Das sind der Betriebsleiter Heinicke mit seiner Frau und der Ingenieur Melzer, der erst noch einziehen will, damit er nicht mehr länger von seiner Frau getrennt ist. Bei einer Flasche Wodka erläutert Püschel seine Beweggründe, weshalb er im neuen Betriebsteil arbeiten will und er fragt auch gleich Heinicke, ob sich für seine Frau im Werk Arbeit finden kann. Sie musste zwar ihr Studium abbrechen, aber zur Chemielaborantin reicht es wohl immer noch und das Geld würden sie schon gebrauchen können. Diese Äußerung ärgert Frau Püschel, denn sie lässt erkennen, dass ihr Mann nicht einzuschätzen weiß, wie aufwendig ein Haushalt mit zwei Kindern ist. Am nächsten Morgen auf der Baustelle tritt Püschel ein nächstes Mal in ein Fettnäpfchen. Er bringt sich ins Gespräch, weil er rigoros die Ablösung jener fordert, die ihren Aufgaben nicht mehr gewachsen sind und es ist nicht zu übersehen, dass er damit Ragosch meint. Doch der Parteisekretär Kahler fühlt sich für den Meister verantwortlich und gibt das auch dem Ingenieur Püschel zu verstehen.
Schriftsteller Schaffrath fährt nach Dresden, um die Frau von Hans Kahler kennenzulernen. Sie arbeitet als Dozentin für Mathematik an einer Hochschule und er schleicht sich in eine ihrer Vorlesungen. Anschließend gehen beide durch die Stadt spazieren und sprechen über ihr bisheriges Leben und über das, was Frau Kahler unter Glück versteht, denn ihr Leben funktioniert, obwohl sie an getrennten Orten arbeiten. Hier erfährt Schaffrath auch, dass Hans Kahler ursprünglich ebenfalls an der Hochschule als Dozent beschäftigt war, jedoch in seiner neuen Tätigkeit eine größere Herausforderung fand.
Ragosch ist es nun doch gelungen, aus dem Krankenhaus zu flüchten. Kahler und die Krankenschwester finden ihn in einer Dorfgaststätte in der Nähe. Auch er nutzte die Zeit zum Nachdenken, weshalb er den Tod seines besten Freundes feiert, womit er sich selbst meint. Er will sein Leben verändern und einen neuen Anfang wagen, obwohl seine Frau vorerst wieder nach Leipzig zurückgekehrt ist. Gemeinsam mit der Krankenschwester und dem Parteisekretär geht er zurück ins Krankenhaus. Da Kahler in den letzten Tagen jedoch auch sehr viel gelernt hat, fährt er mit dem Zug zu seiner Frau nach Dresden.

## Produktion und Veröffentlichung
Bereits am 13. Februar 1970 erlebte Netzwerk eine Voraufführung im Klubhaus des Erdölverarbeitungswerkes Schwedt, dem Betrieb, in welchem große Teile des Films gedreht wurden. Er wurde unter dem Arbeitstitel Der siebte Sommer als Schwarzweißfilm von der Künstlerischen Arbeitsgruppe „Berlin“ gedreht und hatte nach noch weiteren Voraufführungen, wie am 11. Juni 1970 zu den 12. Arbeiterfestspielen in Rostock sowie am 29. August 1970 zur Leipziger Messe, seine Premiere am 3. September 1970 im Berliner Kino International.
Die Dramaturgie lag in den Händen von Werner Beck sowie Anne Pfeuffer und das Szenarium stammt von Eberhard Panitz. Die Außenaufnahmen erfolgten in Schwedt und Dresden.

## Kritiken
Im Neuen Deutschland schrieb Peter Berger:

„‚Netzwerk‘ gehört zu jenen Filmen, die leise, fast behutsam zum Publikum sprechen und dann um so nachhaltiger in ihm weiterwirken.“

In der Neuen Zeit bemerkte Me. über einige Schwächen des Films:

„Die Fülle des geistigen Materials ist nicht gebändigt, nicht durchweg umgesetzt in filmische Erlebniswerte; vieles wird in dem zu stark befrachteten Dialog nur gesagt, aber nicht optisch und emotional vermittelt, wird nicht aus Handlung und Darstellung ablesbar.“

Das Lexikon des internationalen Films schreibt, dass in dem Film zu viele Themen zu oberflächlich und zu dialoglastig angeschnitten werden.